# Palaeolama
Palaeolama (Do grego lhama antiga) é um gênero extinto de camelídeos laminóides que existiu do Plioceno Superior ao Holoceno Inferior (1,8 milhões a 11 mil anos atrás). Sua distribuição se estendeu da América do Norte até a América do Sul.